# Cameron Das
Cameron Das (Baltimora, 17 marzo 2000) è un pilota automobilistico statunitense, nel 2021 ha vinto il campionato Euroformula Open.

## Carriera

### Karting e campionati nazionali
Das iniziò a gareggiare nel karting all'Autobahn Indoor Speedway di Jessup, Maryland. Nel 2015 cominciò a correre in monoposto nella Bertil Roos Racing School. Das debuttò nella Bertil Roos Race Series alla Pocono Raceway. Dopo aver segnato la sua prima pole position sul circuito NJMP Thunderbolt, Das concluse 15º in classifica della gareggiando con un programma parziale. Durante la stagione, Das ottenne cinque podi. Inoltre, il giovane pilota gareggiò nel round del Carolina Motorsports Park della stagione 2015 di Formula Lites. Correndo con una Crawford FL15 alimentata da un motore Honda K24, Das arrivò quinto in entrambe le gare. Das corse anche nella classe Formula F della SCCA Majors Tour Northeast Conference al New Jersey Motorsports Park, vincendo Gara-2. Con il team K-Hill Motorsports, Das gareggiò al New Jersey Motorsports Park con il settimo posto come miglior piazzamento.

### Formule minori
Nel 2016 Das venne scelto dalla JDX Racing per correre il campionato USA di Formula 4. Nella seconda parte di stagione ottenne otto vittorie consecutive, vincendo il campionato. Corse anche alcune gare del campionato U.S. F2000, con un ottavo posto quale miglior risultato.
Per il 2017 venne ingaggiato dalla Carlin Motorsport per correre nel campionato britannico di Formula 3. L'americano concluse quinto in classifica con una vittoria e altri sei podi. Corse anche alcune gare nell'Euroformula Open con il team Campos Racing, chiudendo al quindicesimo posto in classifica.
Nel 2018 corse nella Toyota Racing Series, arrivando dodicesimo con un sesto posto come miglior piazzamento. Gareggiò anche nell'Euroformula Open ottenendo quattro podi ed il quinto posto assoluto.
Anche nel 2019 prese parte alla Toyota Racing Series 2019, in cui vinse una gara e si piazzò settimo in classifica, ed all'Euroformula Open, conclusa al 12º posto assoluto.

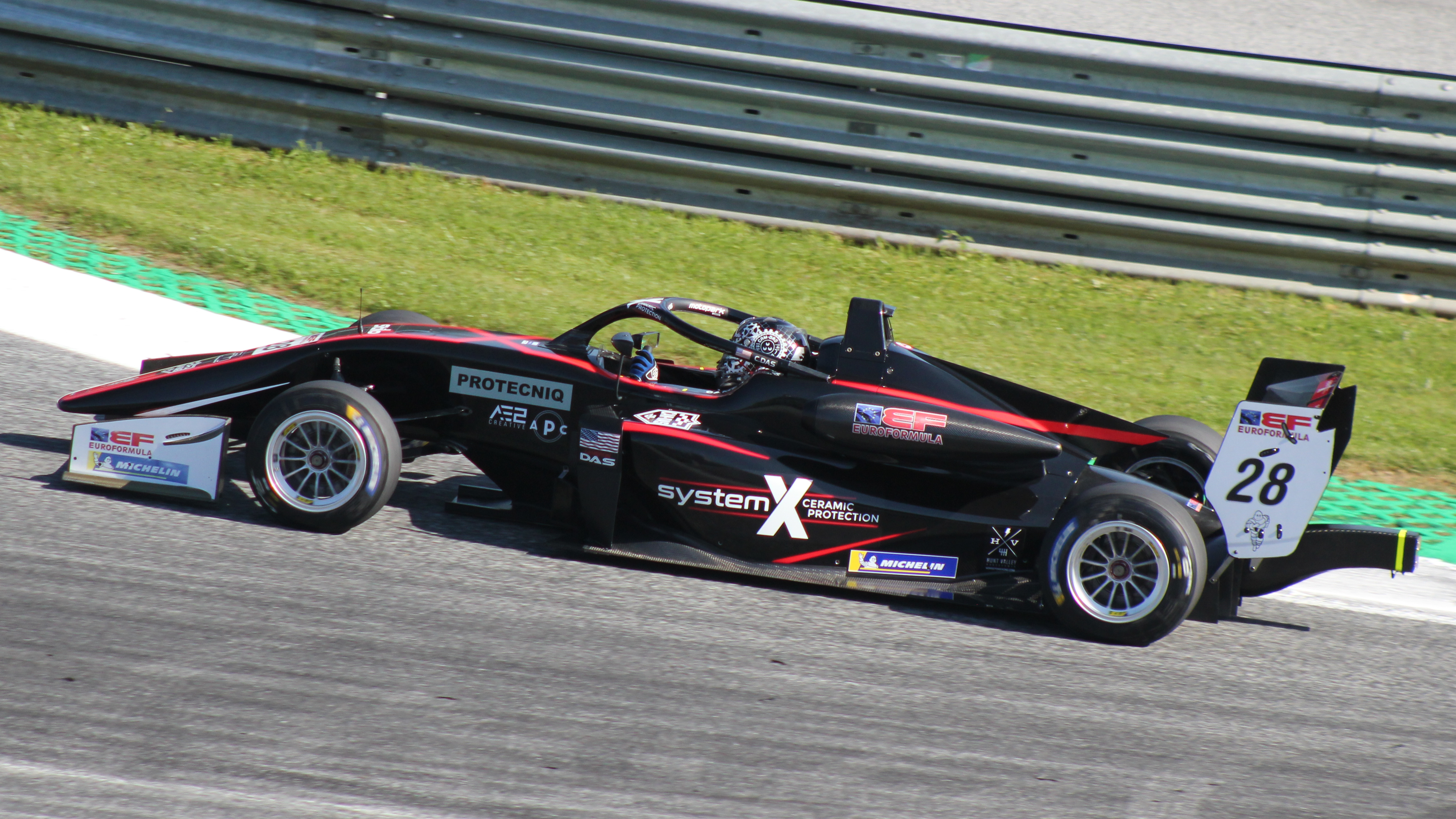
Das in Euroformula Open 2021

Per il 2020 fu scelto dalla Carlin per partecipare alla Formula 3 FIA. Durante la stagione ottenne due undicesimi posti come migliori risultati, concludendo la stagione 25º senza aver ottenuto punti. In Euroformula Open, passato al Team Motopark, conquistò due podi arrivando sesto in classifica.
Nel 2021, alla sua quinta stagione nella categoria, vince sette gare e si laurea campione con 2 gare d'anticipo, battendo il compagno di squadra Louis Foster. È il primo statunitense a vincere tale categoria.

## Risultati

### Riassunto della carriera
| Stagione | Categoria                            | Team                 | Gare | Vittorie | Pole | GPV | Podi | Punti | Pos. |
| -------- | ------------------------------------ | -------------------- | ---- | -------- | ---- | --- | ---- | ----- | ---- |
| 2015     | Formula Lites                        | Howard Motorsports   | 2    | 0        | 0    | 0   | 0    | 20    | 8º   |
| 2016     | Formula 4 USA                        | JDX Racing           | 15   | 9        | 4    | 9   | 9    | 281   | 1º   |
| 2016     | U.S. F2000 National Championship     | JAY Motorsports      | 12   | 0        | 0    | 0   | 0    | 83    | 16º  |
| 2016     | BRDC British Formula 3 Autumn Trophy | Carlin               | 3    | 0        | 0    | 0   | 0    | 44    | 7º   |
| 2017     | BRDC British Formula 3 Championship  | Carlin               | 24   | 1        | 2    | 3   | 7    | 425   | 5º   |
| 2017     | Euroformula Open                     | Campos Racing        | 8    | 0        | 0    | 0   | 0    | 13    | 15º  |
| 2017     | Formula 3 spagnola                   | Campos Racing        | 4    | 0        | 0    | 0   | 0    | 0     | NC†  |
| 2017     | U.S. F2000 National Championship     | Newman Wachs Racing  | 2    | 0        | 0    | 0   | 0    | 25    | 28º  |
| 2018     | Euroformula Open                     | Carlin Motorsport    | 16   | 0        | 0    | 1   | 4    | 159   | 5º   |
| 2018     | Formula 3 spagnola                   | Carlin Motorsport    | 6    | 0        | 0    | 1   | 1    | 73    | 3º   |
| 2018     | Toyota Racing Series                 | Victory Motor Racing | 15   | 0        | 0    | 0   | 0    | 438   | 12º  |
| 2019     | Euroformula Open                     | Fortec Motorsports   | 8    | 0        | 0    | 0   | 0    | 54    | 12º  |
| 2019     | Euroformula Open                     | Team Motopark        | 10   | 0        | 0    | 1   | 0    | 54    | 12º  |
| 2019     | Toyota Racing Series                 | M2 Competition       | 15   | 1        | 0    | 2   | 2    | 205   | 7º   |
| 2020     | FIA Formula 3                        | Carlin Buzz Racing   | 18   | 0        | 0    | 0   | 0    | 0     | 25º  |
| 2020     | Euroformula Open                     | Team Motopark        | 14   | 0        | 0    | 1   | 2    | 123   | 6º   |
| 2021     | Euroformula Open                     | Team Motopark        | 24   | 7        | 1    | 6   | 16   | 382   | 1º   |

† In quanto pilota ospite, Das non poteva ottenere punti.

* Stagione in corso.

### FIA Formula 3
(legenda) (Le gare in grassetto indicano la pole position) (Le gare in corsivo indicano Gpv)
| Stagione | Team              | 1    | 2    | 3    | 4    | 5   | 6   | 7    | 8    | 9    | 10   | 11  | 12  | 13  | 14  | 15  | 16  | 17  | 18  | Punti | Pos. |
| -------- | ----------------- | ---- | ---- | ---- | ---- | --- | --- | ---- | ---- | ---- | ---- | --- | --- | --- | --- | --- | --- | --- | --- | ----- | ---- |
| 2020     | Carlin Motorsport | RBR1 | RBR1 | RBR2 | RBR2 | HUN | HUN | SIL1 | SIL1 | SIL2 | SIL2 | CAT | CAT | SPA | SPA | MNZ | MNZ | MUG | MUG | 0     | 25º  |
| 2020     | Carlin Motorsport | 22   | Rit  | 24*  | Rit  | 17  | 22  | 21   | 24   | 11   | 11   | 19  | 17  | 25  | 22  | 15  | 16  | 23  | 25  | 0     | 25º  |

*Viene assegnato metà punteggio, siccome non si è completato almeno il 75% della corsa per la pioggia.